# 529. pehotni polk (Wehrmacht)
Za druge 529. polke glejte 529. polk.
529. pehotni polk (izvirno nemško Infanterie-Regiment 529) je bil eden izmed pehotnih polkov v sestavi redne nemške kopenske vojske med drugo svetovno vojno.

## Zgodovina
Polk je bil ustanovljen 26. januarja 1940 kot polk 8. vala pri Erfurtu iz delov 104., 110. in 167. pehotnega polka; polk je bil dodeljen 299. pehotni diviziji. 
28. oktobra 1940 je bil I. bataljon izvzet iz sestave in dodeljen 584. pehotnemu polku; bataljon je bil nadomeščen.
15. oktobra 1942 je bil polk preimenovan v 529. grenadirski polk.